# Kandahar (stad)
Kandahar, in de oudheid Alexandrië in Arachosië, ook wel gespeld als Qandahar, is een stad in Afghanistan. De stad is de hoofdstad van de gelijknamige provincie Kandahar. De stad telde 178.409 inwoners bij de volkstelling van 1979 en was daarmee de tweede stad van het land. Een schatting van de Afghaanse statistische dienst in 2006 zette het aantal inwoners op 324.800, waarmee ze de derde stad zou zijn na Kabul en Herat.
Kandahar is de belangrijkste stad van de bevolkingsgroep Pashtun.

## Geschiedenis
De stad Kandahar (Oud-Kandahar) dateert uit het midden van het eerste millennium vóór Chr. De traditie wil dat Alexander de Grote de stad stichtte als Alexandrië of anderszins hernoemde naar zijn eigen naam. Iskander is de feitelijke Macedonische naam van Alexander; Skander, Skandar en Kandar zouden overgangsvormen naar de huidige naam van de stad zijn. De stad ligt strategisch op de handelsroutes die India en het Midden-Oosten met elkaar verbinden. 
De stad is in handen geweest van Arabieren vanaf de 7e eeuw), Turken (10e eeuw), Mongolen (12e eeuw) en Indiërs (16e eeuw). Later werd ze veroverd door de Perzen en de heersers van het ontluikend Afghanistan. Historisch Kandahar werd in 1738 verlaten. Enkele jaren later werd, enkele kilometers naar het oosten, een nieuwe stad gesticht: Nieuw Kandahar. Tussen 1748 en 1773 was het de hoofdstad van het nieuwe koninkrijk Afghanistan.
Vervolgens is de stad ook tijdelijk veroverd geweest door Britse troepen (1839-1842 en 1879-1881).
Tijdens de Sovjet-bezetting (1979-1989) was de stad het Sovjet-commandocentrum. Tijdens het Taliban-regime (1994-2001) was Kandahar de officieuze hoofdstad en zetel van moellah Omar.
Na de internationale militaire operatie Enduring Freedom die na de aanslagen op 11 september 2001 leidde tot de val van het Talibanregime, vielen de stad en de provincie onder Britse militaire bescherming. Hierop werd Kabul de plaats waar de voorlopige Afghaanse overgangsregering zetelde en vervolgens de grondwettelijke hoofdstad van de nieuwe Islamitische Republiek van Afghanistan.
Dat te Kandahar de Britse vlag opnieuw werd gehesen, juist waar eerder in de Afghaanse geschiedenis troepen uit het toenmalig Brits-India slag hadden geleverd met als inzet de onafhankelijkheid van Afghanistan, en op een datum die in Afghanistan als een nationale feestdag geldt, werd onder de plaatselijke bevolking als krenkend ervaren. Begin augustus 2021 viel Kandahar in de handen van de Taliban.

## De huidige stad
De stad is met zo'n 349.000 inwoners (2006) na Kabul en Herat de op twee na grootste stad van Afghanistan. Het is een centrum van handel in onder meer schapen, wol, katoen en levensmiddelen. Ook is er een internationaal vliegveld en wegen naar onder meer Kabul en de voormalige Sovjet-republieken in Centraal-Azië.
De oude binnenstad is ontworpen door Ahmad Shah Durrani en bevat onder meer het achthoekige mausoleum en meerdere moskeeën (waarvan er een het kleed van de profeet Mohammed schijnt te bevatten).
Het naastliggende moderne stadsdeel heeft onder meer een technische universiteit.

## Kandahar Airport
Het vliegveld, Kandahar Airport, werd gebouwd in 1970 met financiële en technische steun van de Verenigde Staten. Het is het grootste vliegveld in Centraal-Azië.
Tijdens de Sovjet-bezetting en tijdens de Operation Enduring Freedom in 2001 werd het vliegveld bij gevechtshandelingen zwaar beschadigd.

## Film
Kandahar is ook de titel van een film uit 2001 van de Iraanse regisseur Mohsen Makhmalbaf waarin een Afghaans-Canadese vrouw tijdens het Talibanregime probeert haar zus in Kandahar te bezoeken.

## Geboren
- Hamid Karzai (1957), president van Afghanistan (2002-2014)